# مریم از بیت‌عنیا
مریم از بیت‌عنیا خواهر ایلعازر بود که در بیت‌عنیا با مسیح دیدار کرد.